# Noleby-Fyrunga-Runen

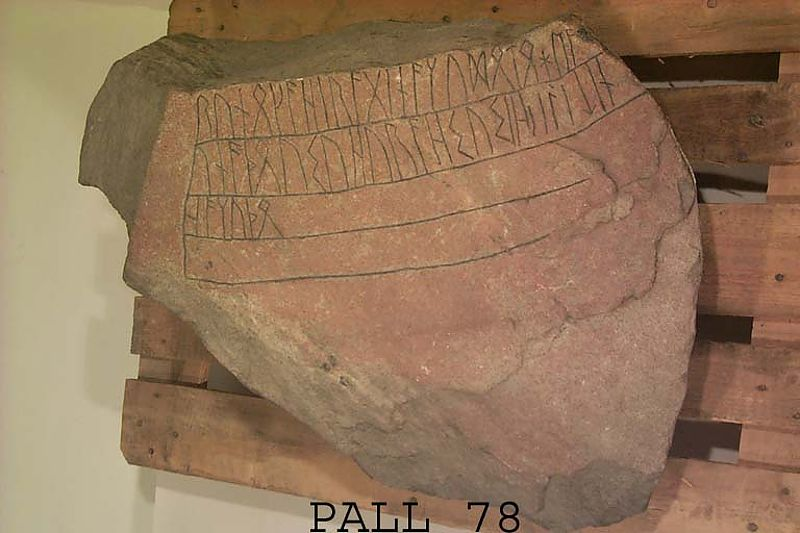
Noleby-Fyrunga-Runen

Der Nolebystenen oder Fyrungastenen, offiziell als Västergötlands runinskrifter 63 (Vg 63) bezeichnet, ist ein mit Runen des älteren Futhark verzierter Runenstein aus Granit, der im Jahr 1894 im Dorf Noleby (58° 17′ 24,5″ N, 13° 5′ 33,1″ O) in der Gemeinde Fyrunga Socken (Vera, Västra Götalands län) gefunden wurde. Der Fund wird seit 1896 im staatlichen historischen Museum aufbewahrt.

## Geschichte
Der Stein wurde 1894 von dem Landwirt Julius Boman entdeckt, als sein Hengst sich losgerissen hatte und sich die Leine in einer Steinmauer verfing, so dass sich der Stein löste, als das Pferd zu Fall gebracht wurde. Der Landwirt bemerkte die seltsamen Zeichen auf dem Stein und sprach gelegentlich darüber. Schließlich berichtete dessen Bruder, der Lehrer war, darüber, so dass der Fund im November 1895 das Interesse einiger Wissenschaftler auf sich zog. Im August 1896 wurde er in das Nationalmuseum in Stockholm gebracht und dort von Sophus Bugge genauer untersucht, der 1897 eine Abhandlung über die Inschrift in der Zeitschrift Arkiv för nordisk filologi veröffentlichte.
Die Steinmauer war vermutlich nicht der ursprüngliche Standort für den Stein, vielmehr gingen Forscher wie Sophus Bugge davon aus, dass der Stein zu einer Grabanlage gehört habe oder eine Grabbeigabe gewesen sei.

## Beschreibung
Das Fragment ist ein unregelmäßig gerundeter Granitstein (etwa 70 × 52 cm) mit einer geradlinig abschließenden Oberkante. Darauf befindet sich eine parallel zur Oberkante angebrachte mehrzeilige Inschrift (Runenhöhe: 5–7 cm). Die Runen befinden sich jeweils in einer Art Rahmen, oder sind durch Trennlinien voneinander abgegrenzt. Die Inschrift ist dreizeilig, die Runenköpfe berühren sowohl die Grundlinie als auch die obere Runenreihe oder die obere Kante. Die Zeilen sind unvollständig gefüllt, nur die oberen beiden sind komplett, die dritte Zeile enthält links nur sechs Zeichen, die vierte ist ohne Inhalt. Das Alter der Inschrift ist unbekannt, wird jedoch um das Jahr 600 vermutet.

## Inschrift
Die Zeichen der Inschrift mit Übertragung in lateinische Buchstaben.
| Futhark ᚱᚢᚾᛟᚠᚨᚺᛁᚱᚨᚷᛁᚾᚨᚴᚢᛞᛟᛏᛟᚼ-ᚨ ᚢᚾᚨᚦᛟᚢ ᛊᚢᚺᚢᚱᚨᚺ ᛊᚢᛊᛁᚺ --- ᛏᛁᚾ ᚺᚨᚴᚢᚦᛟ | Lateinische Buchstaben runofahiraginakudotoj-a unaþou suhurah: susih --- tin hakuþo                                                                      | nach Erik Brate runofahik ragisfa kudo tojeka unaþou : suhurah : susih hwatin hakuþo                                                                     |
| Inschrift und Übersetzung nach Sophus Bugge runo fahi raginakudo tojeka una þon : suhura-h : susi-h hwati n hakuþo | Schwedisch: Runer skriver (jeg), de fra de raadende Magter stammende, (og) udstyrer jeg Una, (og) de (to) Svigerfader og Svigermamma, for Hwat i Hakutho | Schwedisch: Runer skriver (jeg), de fra de raadende Magter stammende, (og) udstyrer jeg Una, (og) de (to) Svigerfader og Svigermamma, for Hwat i Hakutho |
| Die Aussage der Runen wurden unterschiedlich interpretiert. Eine Lesart lautet: „runo fahi raginakun[d]o – eine Rune male ich, eine von den Ratern stammende“ oder Paul Herrmann: „Von Göttern stammende Runen schreibe ich … wir zwei Weiber verfertigten das Weihtum zum Andenken“ | | |